# Jennie de la Montagnie Lozier
Jennie de la Montagnie Lozier (17 septembre 1841 - 6 août 1915) est une femme médecin américaine. Elle fut présidente du club Sorosis entre 1891 et 1894. 

## Biographie
Jeanne dite « Jennie » de la Montagnie est née à New York en 1841. Ses ancêtres sont des huguenots hollandais et français, installés aux États-Unis dès 1633. Elle grandit dans l'ancienne septième circonscription de New York. Elle est diplômée du Rutgers Female Institute, nommé plus tardivement le Rutgers Female College dont elle devient administratrice. En 1891, l'établissement lui décerne le titre de docteure en sciences.  
En 1872, de retour à New York, elle épouse son ami de longue date le Docteur Abraham Witton Lozier Jr., fils du Docteure Clemence Sophia Harned Lozier, fondatrice et doyenne pendant vingt-cinq années du New York Medical College and Hospital for Women. Il est alors veuf et père de deux enfants. Ensemble, ils ont un fils, Arthur de la Montagnie Lozier. Leurs étés se succèdent à Great South Bay, Long Island, dans une villa nommée Windhurst. Son mari abandonne la médecine et se reconvertit dans l'immobilier et le bâtiment à New York. Leur maison d'hiver sur la 78e rue, est un lieu idéal pour accueillir les rendez-vous et réunions d'associations. 
Jennie de la Montagnie Lozier décède dans sa résidence d'été à New Brighton, Staten Island, le 6 août 1915, à l'âge de 74 ans,.  

## Carrière professionnelle
Jeune dîplomée du Rutgers Female Institute, Jennie de la Montagnie voyage un temps aux Antilles. À l'âge de dix-neuf ans, elle commence une carrière dans l'enseignement comme professeure de langues et de littérature à Hillsdale College dans le Michigan. Elle est ensuite nommée directrice adjointe du département femmes du collège.  
De retour à New York, Jennie de la Montagnie Lozier entreprend des études en médecine. Après l'obtention de son diplôme, elle devient professeure de physiologie. Pendant douze ans, elle œuvre au sein du personnel du New York Medical College and Hospital for Women, avant de prendre sa retraite du travail professionnel en 1890. En 1889, elle est envoyée par le New York Medical College and Hospital for Women en tant que déléguée au Congrès international d'homéopathie de Paris. Elle y présente un document en français sur l'éducation médicale des femmes aux États-Unis.
Jennie de la Montagnie passe le reste de sa vie à se mobiliser pour l'évolution de la place des femmes dans la société américaine soutenant notamment l'accès de celles-ci aux établissements d'études supérieures et leur intégration dans le monde professionnel. Entre 1891 et 1894, elle est présidente du Sorosis à New York, le premier club professionnel exclusivement dédié aux femmes, dont elle était auparavant présidente du comité des sciences puis présidente du comité philanthropique et secrétaire. En 1892, déléguée au conseil biennal de la Fédération générale des clubs de femmes, organisé à Chicago du 11 au 13 mai, elle présente un texte sur l'influence des clubs de femmes dans l'évolution professionnelle de la population féminine. 
Elle est également présidente de The Emerson, un club d'hommes et de femmes fidèles de l'église du révérend R. Heber Newton, à laquelle elle appartient, et de The Avon, un club bimensuel. Jennie de la Montagnie Lozier était membre du comité scientifique de l'Association for the Advancement of Women et du club Patria. Elle a participé à la lecture d'articles et de textes de réformes devant diverses associations littéraires à New York.
Jennie de la Montagnie Lozier étudie également la littérature et l'art. Elle milite pour une éducation libérale et approfondie des femmes, non seulement dans l'art et la musique, mais aussi dans la chimie, l'économie sociale, la psychologie, la pédagogie et la physiologie. Son influence en tant que membre d'un club féminin était largement ressentie, et en tant que présidente de Sorosis, elle occupait une position dominante dans le domaine de la culture sociale, littéraire et générale ouverte aux femmes par les clubs.